# Съби Димитров
Съби Димитров Денев е политически деец на БКП.

## Биография
Съби Димитров е роден на 15 януари 1900 г. в гр. Сливен. Член е на Българската комунистическа партия от 1921 г. Като текстилен работник участва в стачните борби на сливенските работници (1928 – 1929).
От 1931 г. до 1934 г. е народен представител в XXIII ОНС от легалната Работническа партия. Председател е на парламентарната ѝ група. Секретар на Окръжния комитет на БКП в родния си град. Избран е за член на ЦК на РП (1932) и секретар (1933).
След Деветнайсетомайския преврат (19 май 1934 г.) преминава в нелегалност. Заминава като представител на БКП на VII конгрес на Коминтерна в Москва (1935). Остава в СССР и постъпва в Международната ленинска школа.
По време на Испанската гражданска война (1936 – 1939) като представител на БКП към ЦК на Испанската комунистическа партия отговаря за българските интербригадисти. В началото на Втората световна война отново заминава за СССР.
На 11 август 1941 г. заедно с група български политемигранти-комунисти, начело с Цвятко Радойнов, се завръща с подводница нелегално в България като инструктор за партизанското движение и за изграждане на разузнавателна организация.
На 8 ноември 1941 г. при полицейска блокада е обграден в родния си дом в Сливен, където се е укривал, и се самоубива.
Има двама сина – Димитър (19. 8. 1933 – 2012) и Владимир.